# Малый Семячик
Малый Семячик — действующий стратовулкан на Камчатке.

## Общая информация

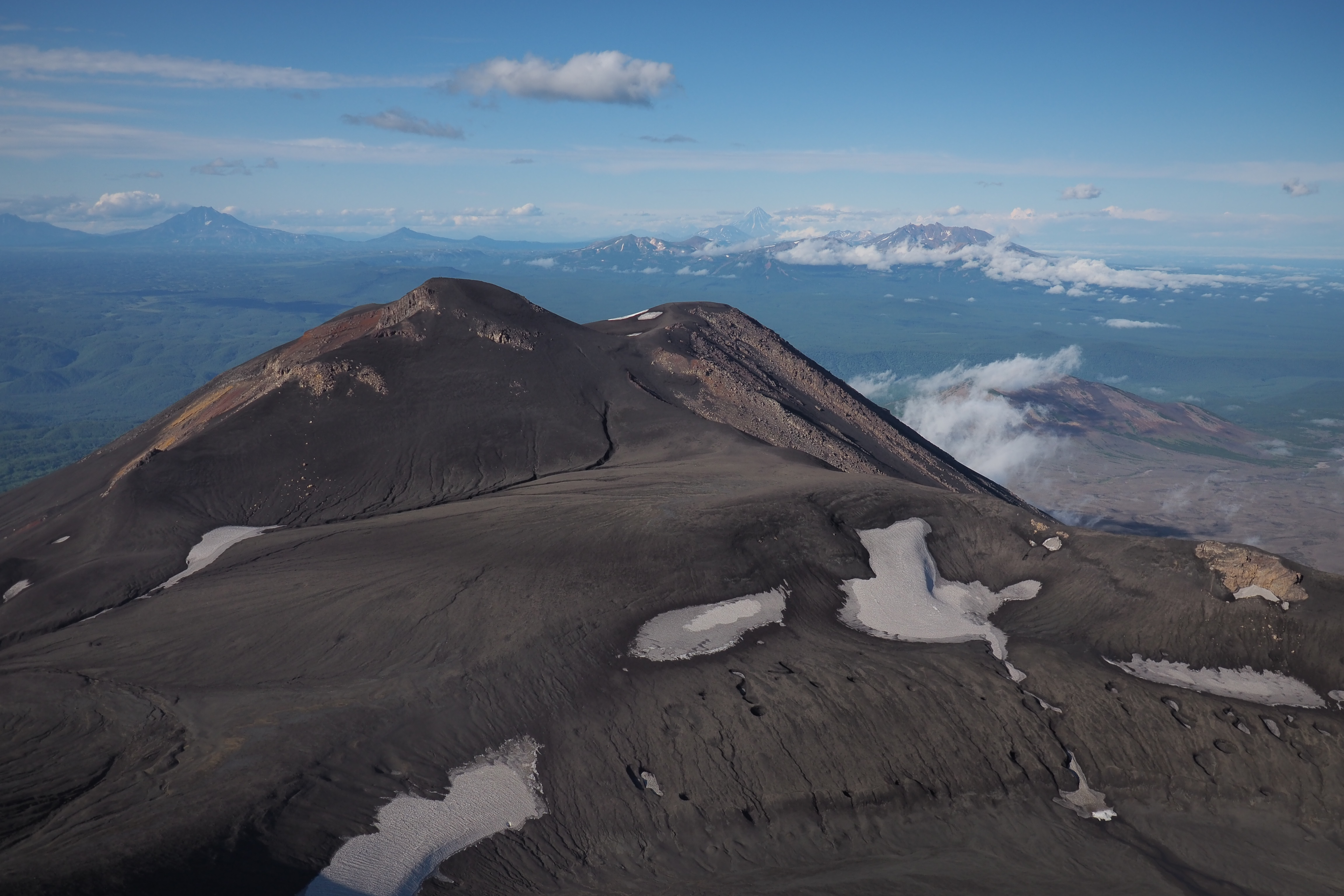
Вершина вулкана Малый Семячик

Постройка вулкана Малый Семячик представляет собой короткий хребет длиной по верху около 3 км, состоящий из трёх слившихся конусов — северного, наиболее древнего и самого высокого (1560 м), среднего с полузасыпанным кратером и юго-западного — с гнездом кратеров, включающим и активный кратер Троицкого. Последний назван так в честь сотрудника Камчатской вулканологической станции В. Д. Троицкого, который впервые выполнил его научное обследование в конце августа 1946 г.
Глубина кратера Троицкого — порядка 300 м, средний диаметр его верхней кромки, имеющей овальную форму, — около 800 м. Замечательным дополнением этого кратера, который интересен и сам по себе, является вулканическое озеро, которое участники экспедиции 1946 г. — В. Д. Троицкий, В. И. Влодавец и А. И. Морозов — дали название оз. Зелёное за необычно насыщенный цвет. В конце 1960-х — начале 1970-х годов цвет озера изменился на бирюзовый, а в 2008 г. — на лазурно-серый. Окраска озера вызвана мельчайшими плавающими в толще воды частицами серы, вынесенными подводными фумаролами, она видна только при наблюдении озера издалека и пропадает при рассмотрении вблизи. Озеро является одним из самых кислых в мире (pH≈1), его воды содержат, кроме обычных для вулканических озёр соляной и серной кислот, также плавиковую кислоту, вследствие чего брызги и испарения из него могут повреждать оптику камер и являются крайне токсичными.
Поверхностная температура озера в периоды высокой активности может подниматься до 30—40 °C, а иногда и более, но также наблюдалось и его замерзание (частичное — в зимы 1992, 2003 и 2004 годов, полное — в зимы 1996—2002 и 2005 годов). Уровень поверхности озера имеет тенденцию к повышению со средней скоростью 0,9 м/год. Наиболее интенсивные повышения уровня происходили в 1968—1971 годах (на 13 м), 1984—1986 годах (на 7 м) и в 2002—2003 годах (на 5 м).
Данные об извержениях вулкана в историческое время противоречивы и не подтверждаются тефрохронологическими исследованиями. Так, при проведении работ по комплексному геологическому исследованию Карымского вулканического центра в 1968—1978 годах не было найдено эруптивных продуктов Малого Семячика возрастом менее 400 лет. Более молодых отложений тефры, которые должны были образоваться при извержениях, упоминаемых в каталогах В. И. Влодавца и Б. И. Пийпа (1957), а также И. И. Гущенко (1979): 1804, 1851—1852, 1945—1946, 1952 годов, — не обнаружено.
Озеро Зелёное образовалось в начале 1940-х годов в уже существовавшем к тому времени кратере Троицкого.